# جزيرة بانغدانغ-بانغدانغان
جزيرة بانغدانغ-بانغدانغان وهي جزيرة من جزر إندونيسيا، وتتبع إقليم كليمنتان الجنوبية في إندونيسيا.